# Автоматическая винтовка Хуота
Huot Automatic Rifle (рус. Автоматическая винтовка Хуота) — проект канадского лёгкого пулемёта, разработанного Джозефом Альфонсом Хуотом в 1916 году на основе винтовки Росса с затвором прямого действия, используемой Армией Канады в Первой мировой войне. Винтовка Хуота оснащалась барабанным магазином ёмкостью 25 патронов, который она опустошала за 3,2 секунды, в то время как на перезарядку в среднем уходило 4 секунды.

## История и конструкция
В 1916 году силам Канадского экспедиционного корпуса отчаянно не хватало лёгких пулемётов в боевых действиях на Западном фронте Первой мировой войны. К тому времени винтовка Росса была окончательно выведена из эксплуатации, вследствие чего имелось большое количество избыточных винтовок.
В том же году, Джозеф Альфонс Хуот, инженер из Ричмонда, провинции Квебек, предпринял попытку приспособить механизм скользящего затвора Росса, к ведению автоматического огня. Образец модели был создан на основе Ross Rifle Mk. III и дополнялась 33 новыми деталями. Ствол винтовки был укорочен, и на него была поставлена специальная скоба для крепления газовой камеры и поршня. Накладываемый поверх винтовки механизм с приводом, расположенный слева и параллельно от ствола газового двигателя, оперировал со стандартным механизмом винтовки со скользящим затвором. Позади казённой части оружия располагался буфер, поглощавший энергию газовой камеры. Весь механизм был покрыт листовой сталью. Также на пулемёт был поставлен регулятор подачи пороховых газов. Систему охлаждения Хуот скопировал от пулемёта Льюиса, стандартного на то время оружия Британской армии. К пулемёту Хуота применялся магазин барабанного типа на 25 патронов. Всё лето 1916 года Хуот работал над винтовкой, совершенствуя её дизайн. В начале сентября он обратился к канадскому правительству, дабы лицензировать и производить оружие и после встречи с Полковником Матиче в Оттаве, 8 сентября Хуот был нанят в Правительственное Ведомство Экспериментального Стрелкового Оружия.
Бывший производитель Винтовки Росса — компания Dominion Rifle Factory, собрала финальную версию конструкции под руководством помощника инспектора Роберта Миллса из полка Сифортских горцев. Впервые винтовка Хуота была протестирована в Квебеке 12 ноября 1916 года, отстреляв 650 патронов, второй раз, ещё доработанная версия испытана 15 февраля 1917 года. Генерал-фельдцейхмейстер Роберт Блэр, потребовал третий тест, который прошел 5—6 марта на котором было отстреляно 11 000 патронов (половину патронов предоставила Dominion Cartridge Company, другую половину Dominion Arsenal).
13 марта 1917 года Джозеф Хуот подал заявку на патент в Канадское ведомство интеллектуальной собственности, под номерами #CA 193724 и #CA 193725, однако патенты были получены только 4 ноября 1919 года), уже после окончания Первой мировой войны. 22 октября 1917 года оружие было испытано на полигоне Военной базы Роклифф, после чего Сидней Чилтон Мельбурн, рекомендовал винтовку Хуота Британской армии.
Для достижения этой цели, Блэр, А. А. Янсон и Хуот отправились в Англию, прибыв 10 января 1918 года в порт Хит и город Сандлинг для всесторонних британских испытаний и тестирования на Королевском заводе стрелкового оружия в Энфилде. Испытания прошли 19—21 марта 1918 года, где винтовка Хуота выступила против пулемёта Льюиса, Hotchkiss Mle 1909 и самозарядной винтовки Farquhar-Hill Rifle. Результата тестов оказались благоприятными. «Хуот показал себя лучше, чем пулемёт Льюиса. Вел себя превосходно при стрельбе из окопа и не требовал никакой подготовки к началу стрельбы». Даже будучи грязным, после четырех или пяти выстрелов, он снова будет работать, без необходимости его полной очистки; Блэр отметил, что это единственное оружие из тестировавшихся, способное вытерпеть погружение в воду и остаться в рабочем состоянии.
После отстрела 10 000 патронов из Хуота в Энфилде, обнаружилось загрязнение газоотводного механизма при 4000 выстрелов и следы износа ствола после 10 000. Это понятно, так как перед тем как попасть в Энфилд, из этого экземпляра винтовки уже было выпущено порядка 11 000 пуль в Канаде. В тестах были использованы все разновидности боеприпасов .303 British с типом пули Mark VII (включая K, KN, J и US), с которыми, вероятнее всего пришлось бы столкнутся винтовке Хуота. Было обнаружено что у Хуота не было серьёзных проблем с ними, хотя и были некоторые непонятные задержки, также это показало, что Хуоту не требовались специально подобранные боеприпасы, как в случае с пулемётом Льюиса. Кроме того, винтовка Хуота оказалась способной произвести 4000 выстрелов без смазки или очистки, что пулемёт Льюиса не может.
22 октября 1917 года в письме британскому министру вооружения, Блэр сказал, что на фабрике Dominion Factory в Канаде, уже имеется нужное оснащение и она готова приступить к изготовлению автоматических винтовок Хуота, используя части списанных винтовок Росса. Пообщавшись во Франции с генерал-лейтенантом Артуром Карри, командиром канадского экспедиционного корпуса, тот сообщил, что каждый солдат испробовавший винтовку Хуота, остался доволен ею и 1 октября 1918 года был написан запрос на приобретение 5000 экземпляров, аргументируя это тем, что на фронте солдатам нечего противопоставить большому количеству немецких ручных пулеметов. Стоимость изготовление одной винтовки Хуота, обходилась в 50 канадских долларов, это значительно дешевле, чем оригинальная стоимость пулемёта Льюиса в C$1000.
Одним из недостатков было то, что изделие Хуота было полностью автоматическим, без возможности вести полуавтоматический огонь. Магазин можно было опустошить за 3,2 секунды (аналогичный недостаток имеется в автоматической винтовки Браунинга M1918), однако скорость стрельбы была небольшая (как у пулемёта Bren), что делало эту проблему не критичной. На перезарядку магазина в среднем уходило 4 секунды, а пустой магазин мог быть снаряжён патронами примерно за 30 секунд. Для более быстрой зарядки барабанного магазина использовалась специальная съёмная обойма на 25 патронов. Кроме того, винтовка Хуота без проблем функционировала при ведении огня в перевёрнутом положении. Королевский завод стрелкового оружия в Энфилде отметил 13 недостатков, все из которых были простыми в исправлениях, так как, «преобразование винтовки Росса не было сложным делом», также был порекомендован ряд улучшений, к примеру: добавить дополнительные деревянные накладки на цевьё; уменьшение размера казенной крышки; барабанный магазин следует изготавливать из более тонкого метала, дабы уменьшить его чрезмерный вес (2,7 кг с патронами); удаления 8 новых деталей и прочее. Также после полевых испытаний во Франции имелись отчёты с несколько конкретно задокументированных поломок и перебоев.
Первая мировая война закончилась до того, как автоматическая винтовка Хуота была введена в эксплуатацию, и её выпуск был отложен. Джозеф Хуот в общей сложности потерял порядка C$30 000 канадских долларов из своего кармана.

## Экземпляры
Было произведено 5 единиц винтовки Хуота, однако упоминается о существовании и шестого образца. На 2015 год, известно 4 сохранившихся экземпляра, хранящиеся в различных музеях Канады.
- Serial No. 1 — хранится в Музее Армии[англ.] в Галифаксе, провинция Новая Шотландия;
- Serial No. 2 — хранится в Музее-архиве канадского полка Сифортских горцев[англ.] в Ванкувере, провинция Британская Колумбия. Это был личный сувенир полковника Роберта Блэра, в комплекте со съёмным магазином и тяжелым кожаным футляром для транспортировки. Эмблемы компаний на транспортировочном футляре указывают на то, что это была одна из винтовок Хуота, побывавших и протестированных в Британии и Франции в 1918 году. Из неё было отстреляно 30 000 патронов, при этом почти не возникло никаких неисправностей;
- Serial No. 3 — прототип был утерян, его месторасположение и судьба неизвестна;
- Serial No. 4 — хранится в Канадском военном музее в Оттаве, провинция Онтарио;
- Serial No. 5 — также как и экземпляр Serial No. 4, хранится в Канадском военном музее.

## Отражение в культуре и искусстве

### В компьютерных играх
Винтовка Хуота была показана в компьютерной игре Battlefield 1 как пулемёт, открываемый за 10 уровень класса «Поддержка».
Вымышленный аналог винтовки Хуота также был показан в компьютерной игре Hunt: Showdown под названием Mosin-Nagant M1891 Avtomat. Основное отличие в том, что за основу взята винтовка Мосина, а не винтовка Росса. Открывается за получение 2500 опыта любым вариантом винтовки Мосина после открытия обреза винтовки Мосина.

## Галерея

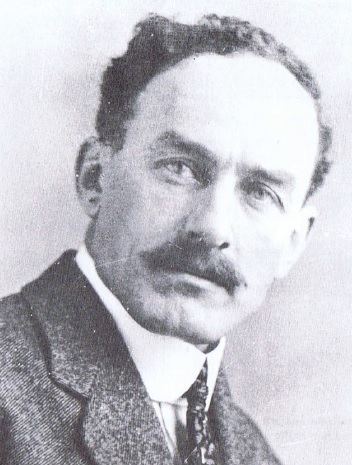
Джозеф Альфонс Хуот, 1918 год
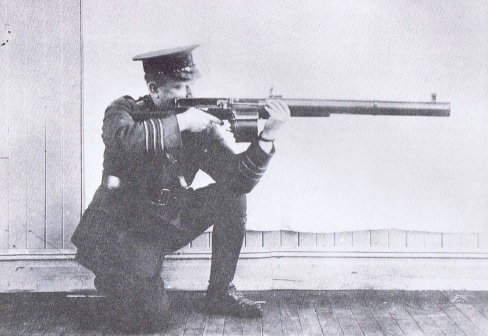
Майор Роберт Блэр с винтовкой Хуота, 1917 год
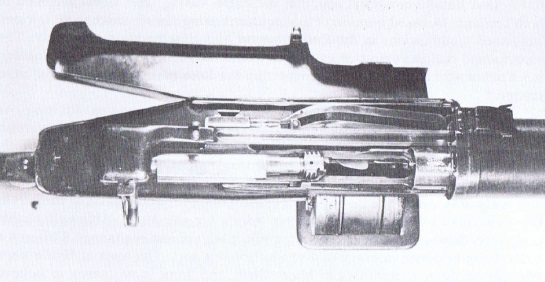
Вид на казённую часть изделия Хуота под крышкой
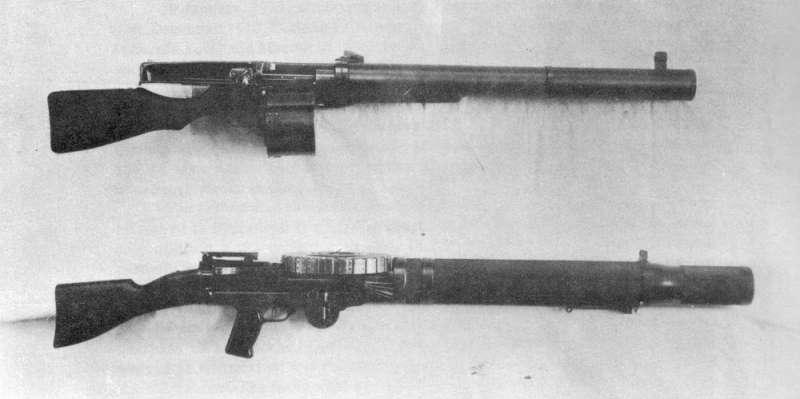
Сравнение винтовки Хуота и пулемёта Льюиса, вид сбоку
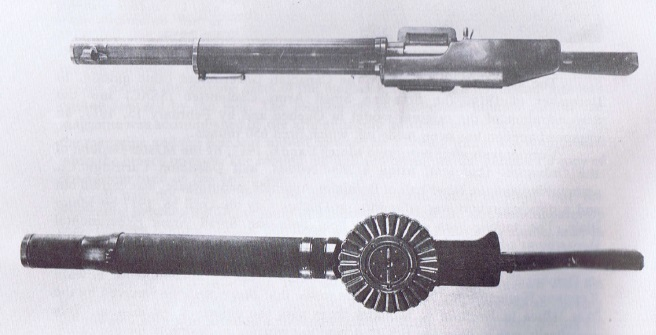
Сравнение винтовки Хуота и пулемёта Льюиса, вид сверху